# Roberta Greganti
Roberta Greganti (née à Rome, le 31 mars 1956) est une actrice italienne, principalement reconnue comme doublure cinématographique en Italie. Elle est également directrice de production en doublage italien.

## Actrice de doublage

### Cinema
- Annette Bening dans Le Président et Miss Wade, Mars Attacks!, Open Range
- Ellen Barkin dans Bad Company, Crime + Punishment, She Hate Me
- Uma Thurman dans Batman & Robin, Chapeau melon et bottes de cuir
- Julianne Moore dans Un mari idéal, Psycho, Magnolia, What Maisie Knew, Blindness
- Sean Young dans Ace Ventura, détective chiens et chats, Fatal Instinct
- Jennifer Jason Leigh dans Miami Blues, Mrs Parker et le Cercle vicieux, Greenberg
- Diane Lane dans Mon chien Skip, Hollywoodland, Secretariat
- Laura Linney dans Dr Kinsey, L'Exorcisme d'Emily Rose
- Kristin Scott Thomas dans Le Patient anglais, Riccardo III, Un mariage de rêve
- Salma Hayek dans Coup d'éclat, Bandidas
- Helen Hunt dans Twister, La Séductrice
- Marcia Gay Harden dans Mystic River, Into the Wild, Cinquante nuances de Grey, Faussaire
- Anne Canovas dans Zeder, Christophe Colomb : La Découverte
- Andie MacDowell dans Tara Road
- Helen Mirren dans Mrs. Tingle, Fashion Maman
- Rebecca De Mornay dans Runaway Train, Mémoires du Texas
- Juliane Köhler dans Nowhere in Africa, La Chute
- Miou-Miou dans La Lectrice, Coup de foudre
- Michelle Yeoh dans Tigre et Dragon, Tigre et Dragon 2
- Emma Thompson dans Nanny McPhee, Je suis une légende, Retour à Brideshead
- Meg Ryan dans Addicted to Love
- Kim Basinger dans Pret-à-porter
- Juliette Binoche dans Par effraction
- Leslie Mann dans Triple Alliance
- Jamie Lee Curtis dans True Lies
- Judy Davis dans Swimming Upstream
- Kim Greist dans Le Sixième Sens
- Megan Mullally dans Monkeybone
- Kirstie Alley dans Les Sexton se mettent au vert
- Frances McDormand dans Laurel Canyon
- Annabella Sciorra dans Au-delà de nos rêves
- Kim Dickens dans Thank You for Smoking
- Goldie Hawn dans Un couple à la mer
- Judith Scott dans Black/White
- Kelly McGillis dans Premier Regard
- Sarah Jessica Parker dans Dudley Do-Right
- Ann-Margret dans Super Noël 3 : Méga Givré
- Maria Bello dans Permanent Midnight
- Bo Derek dans Elle
- Amanda Pays dans Leviathan
- Elizabeth Hurley dans Endiablé
- Faith Ford dans Baby-Sittor
- Hope Davis dans Duma
- Gillian Anderson dans Le Dernier Roi d'Écosse
- Sherry Miller dans Famille à l'essai
- Beverly D'Angelo dans Due teneri angioletti
- Molly Shannon dans Le Grinch
- Madeleine Stowe dans Impostor
- Jennifer Tilly dans Coups de feu sur Broadway
- Gail O'Grady dans Deuce Bigalow : Gigolo à tout prix
- Deborah Kara Unger dans Highlander 3
- Diane Venora dans Le 13e Guerrier
- Annie Corley dans Sur la route de Madison
- Sela Ward dans Dirty Dancing 2
- Leslie Easterbrook dans Police Academy
- Jodie Foster dans Carny
- Jessica Lange dans Crimes du cœur
- Mathilda May dans Le Chacal
- Bebe Neuwirth dans Séduction en mode mineur
- Anjelica Huston dans Meurtre mystérieux à Manhattan
- Greta Scacchi dans Flight Plan
- Illeana Douglas dans Dummy
- Maura Tierney dans Menteur, menteur
- Nancy Paul dans Un privé en escarpins
- Madonna dans Ombres et Brouillard
- Emilia Fox dans L'Âme en jeu
- Embeth Davidtz dans The Hole
- Sandra Oh dans Bean
- Melinda McGraw dans La Famille foldingue
- Anne Magnusson dans Small Soldiers
- Elizabeth Bracco dans Trees Lounge
- Ger Ryan dans Intermission
- Natasha Richardson dans Coup de peigne
- Grace Jones dans Conan le Destructeur
- Rachel Ward dans Contre toute attente
- Meg Foster dans Il coraggio di uccidere
- Kelly LeBrock dans Tracce di un assassino
- Gail Harris dans La maledizione di comodo
- Linda Kozlowski dans Giustizia clandestina
- Heather Donahue dans Le Projet Blair Witch
- Terri Irwin dans Missione coccodrillo
- Kim Myers dans Letters from a Killer
- Julie Kavner dans Radio Days
- Valeria Golino dans Una maledetta occasione
- Vicki Frederick dans Chorus Line
- Melissa Grasselle dans Assalto al college
- Lena Olin dans La Nuit et le Moment
- Rita Rudner dans Peter's Friends
- Melora Walters dans WiseGirls
- Lysette Anthony dans Maris et Femmes
- Pernilla August dans Les Meilleures Intentions
- Marilyn Ghigliotti (en) dans Clerks : Les Employés modèles
- Dey Young dans Il grande orso
- Bette Davis dans L'Impossible Amour
- Katharine Hepburn dans Amoureusement vôtre
- Meret Becker dans Comedian Harmonists
- Nancy Allen dans Les Démons du maïs 6
- Malgorzada Foremgnak dans Hiver 42 : Au nom des enfants
- Angela Winkler dans Danton
- Kate Burton dans August
- Geraldine Chaplin dans Les Uns et les Autres
- Roberta Mestilly dans L'Invasion des profanateurs de sépultures
- Isabelle Huppert dans Ma mère
- Carole Bouquet dans Feux rouges
- Lena Endre dans Infidèle
- Birgitte Raaberg dans L'Hôpital et ses fantômes
- Anna Thomson dans Bridget
- Cecilia Roth dans Kamchatka
- Nathalie Baye dans La Fleur du mal
- Béatrice Dalle dans Al limite
- Amira Casar dans Peindre ou faire l'amour
- Berta Ojea dans Spia + Spia - Due superagenti armati fino ai denti
- Karen Young dans Vers le sud
- Philippine Leroy-Beaulieu dans Deux Frères
- Valérie Lemercier dans Fauteuils d'orchestre
- Yaël Abecassis dans Va, vis et deviens
- Anne C. Trebilcock dans Ombre oscure
- Wilhelmine Horschig dans Schultze Gets the Blues
- Mirjana Karanovic dans Il segreto di Esma - Grbavica
- Paula Vázquez dans Merry Christmas
- Carol Alt dans Anni 90
- Michelle Pfeiffer dans Trop jeune pour elle
- Christine Tucci dans Chestnut - Un eroe a quattro zampe
- Jodi Benson dans Il était une fois
- Dee Wallace dans E.T., l'extra-terrestre
- Patricia Clarkson dans Whatever Works, Easy Girl
- Alice Krige dans Le Contrat
- Élisabeth Commelin dans Les Seigneurs
- Mariangela Pino dans Richie Rich
- Elizabeth Peña dans Transamerica
- Jennifer Connelly dans Le Jour où la Terre s'arrêta
- Julie Hagerty dans Confessions d'une accro du shopping

### Films d'animations
- Eris dans Sinbad : La Légende des sept mers
- Giselle dans Les Rebelles de la forêt
- Madre dans Le Pôle express
- Mortizza dans Gli Animotosi nella terra di Nondove
- Yuko Ogino dans Le Voyage de Chihiro
- La mère de Titeuf dans Titeuf
- Divinatrice dans Kung Fu Panda 2
- La mère de Titeuf dans Titeuf, le film
- Bonnie Hopps dans Zootopie
- Wendy Murphy dans Monstres contre Aliens

### Téléfilms
- Alexandra Paul dans Alerte à Malibu : Mariage à Hawaï et Landslide - La natura si ribella
- Carol Alt dans Vendetta 2
- Sophie Marceau dans Chouans !
- Miranda Richardson dans La vera storia di Biancaneve
- Nancy Anne Sakovich dans Lo scandalo Enron - La verità dietro la truffa del secolo
- Pam Dawber dans Identità perduta
- Kate Jackson dans Con l'acqua alla gola
- Teri Hatcher dans Uno scherzo del destino
- Kristy Swanson dans Dalla parte del nemico
- Alison Doody dans Temptation - Ultimo inganno
- Patricia Charbonneau dans Tutta colpa della neve
- Stephanie Zimbalist dans Omicidio colposo
- Joanna Kerns dans Amo i miei figli
- Gabrielle Carteris dans La valanga della paura
- Lesley-Anne Down dans Sospetti in famiglia
- Melissa Gilbert dans Il rumore degli angeli
- Kim Cattrall dans Invasione letale
- Diana Scarwid dans Una famiglia in pericolo
- Mimi Rogers dans Un cliente pericoloso
- Jessica Steen dans Preside in affitto
- DeLane Matthews dans Il sogno di ogni donna
- Heather Locklear dans Texas Justice
- Tracy Nelson dans Une baby-sitter trop parfaite
- Christine Elise dans Volo 762: codice rosso
- Susan Lucci dans Il triangolo del peccato
- Katja Flint dans Falsa identità e Il silenzio di Venere
- Anja Kruse dans Moscacieca
- Isabelle Gélinas dans Una piuma per Sweetie
- Corinna Harfouch dans Charlie e Louise
- Charlotte de Turckheim dans Bambola russa
- Geno Lechner dans Adrenalina
- Nina Kunzendorf dans Attentato a Hitler
- Silvina Buchbauer dans Il posto delle fragole
- Jean Louisa Kelly dans Ossessione pericolosa
- Ornella Muti dans Compromesso d'amore

### Miniseries TV
- Rachel Ward dans Uccelli di rovo
- Carol Alt dans Donna d'onore 2
- Jane Badler dans V - Visitors
- Debbi Morgan dans Radici: le nuove generazioni
- Arielle Dombasle dans Deserto di fuoco
- Serena Scott Thomas dans La vera storia di Lady D
- Lauren Holly dans La famiglia Kennedy
- Gina McKee dans Dice
- Mary McDonnell dans Battlestar Galactica
- Salome Kammer dans Heimat 3 - Cronaca di una svolta epocale
- Catherine Bell dans Il triangolo delle Bermude
- Julia Ford dans Un'isola in guerra
- Melissa Leo dans Mildred Pierce

### Séries TV
- Jane Lynch dans Glee
- Dana Delany dans Desperate Housewives, Body of Proof
- Sonya Walger dans Lost, FlashForward
- Lisa Darr dans Popular, La Vie comme elle est
- Catherine Bell dans JAG
- Roma Downey dans Les Anges du bonheur
- Mary McDonnell dans Battlestar Galactica, Major Crimes
- Helen Mirren dans Prime Suspect
- Rosanna Arquette dans What About Brian
- Joely Fisher dans Méthode Zoé
- Allyce Beasley dans Clair de lune
- Samantha Ferris dans Les 4400
- Sheryl Lee dans Les Frères Scott
- Vanessa L. Williams dans Ugly Betty
- Jessica Collins dans Tru Calling : Compte à rebours
- Alexandra Paul dans Alerte à Malibu
- Brandy Ledford dans Alerte à Malibu Hawaii
- Mary Tyler Moore dans Mary Tyler Moore
- Barbara Durkin et Carla Mendonça dans Mes parents cosmiques
- Isabella Rossellini dans Alias
- Lily Taylor dans Six Feet Under
- Marcia Cross dans Melrose Place
- Sarah Clarke dans 24 Heures chrono
- Jeri Ryan dans Boston Public
- Sela Ward dans Les Sœurs Reed
- Brynn Thayer dans Matlock
- Saundra Santiago dans Deux Flics à Miami
- Andrea Parker dans JAG
- Connie Sellecca dans Ralph Super-héros
- Monika Schnarre dans Beverly Hills 90210
- Leann Hunley dans Dawson
- Wendy Hughes dans La Saga des McGregor
- Mag Ruffman dans Les Contes d'Avonlea
- Regina Taylor dans Les Ailes du destin
- Cheryl Ladd dans Waikiki Ouest
- Wendy Kilbourne dans Jack Killian, l'homme au micro
- Jane Badler dans V
- Nancy Anne Sakovich dans Psi Factor, chroniques du paranormal
- Stephanie Hodge dans Unhappily Ever After
- Penelope Ann Miller dans Stan Hooper
- Jennifer Salt dans Soap
- Jane Wheeler dans Le Loup-garou du campus
- Liz Burch dans Blue Water High : Surf Academy
- Harley Jane Kozak dans Esprimi un desiderio
- Jane Sibbett dans Herman's Head
- Mary Chris Wall dans Wishbone
- Catherine Oxenberg dans Agence Acapulco
- Lynda Mason Green dans War of the Worlds
- Viviana Vives dans Le Juge de la nuit
- Julie Stewart dans Cold Squad, brigade spéciale
- Cicely Tyson dans Nel cuore della giustizia
- Karen Sillas dans Sotto inchiesta
- Claire Stansfield e Gabriella Larkin dans Xena, la guerrière
- Claudia Ferri dans Ciao Bella
- Doris Younane dans BlackJack
- Amanda Burton dans Affaires non classées
- Mariele Millowitsch dans Girl friends – Freundschaft mit Herz, Marie Brand
- Corinna Harfouch dans Buon giorno professore!
- Janette Rauch dans Faust
- Emmanuelle Bach dans PJ
- Sophie Broustal, Natacha Lindinger e Géraldine Cotte dans Nestor Burma
- Michele Burgers dans Charlie Jade
- Anne Dorval dans Il segreto di Grande Ourse
- Kim Raver e Kali Rocha dans Grey's Anatomy
- Amy Poehler dans Parks and Recreation

### Feuilletons TV et Soap operas
- Katherine Kelly Lang dans Amour, Gloire et Beauté
- Beth Windsor, Catherine Hickland et Tonja Walker dans Capitol
- Lesley Vogel dans Amoureusement vôtre
- Signy Coleman e Victoria Mallory dans Santa Barbara
- Colleen Zenk-Pinter dans As the World Turns
- Lara Parker dans A New Day in Eden
- Gabrielle Fitzpatrick dans Paradise Beach
- Angelica La Bozzetta et Antoinette Byron dans Summer Bay
- Ayşegül Ünsal dans Cherry Season - La stagione del cuore
- Paula Morales dans Niní

### Dessins animés
- Faragonda dans Winx Club
- Opale dans Steven Universe